# Jogo da bugalha

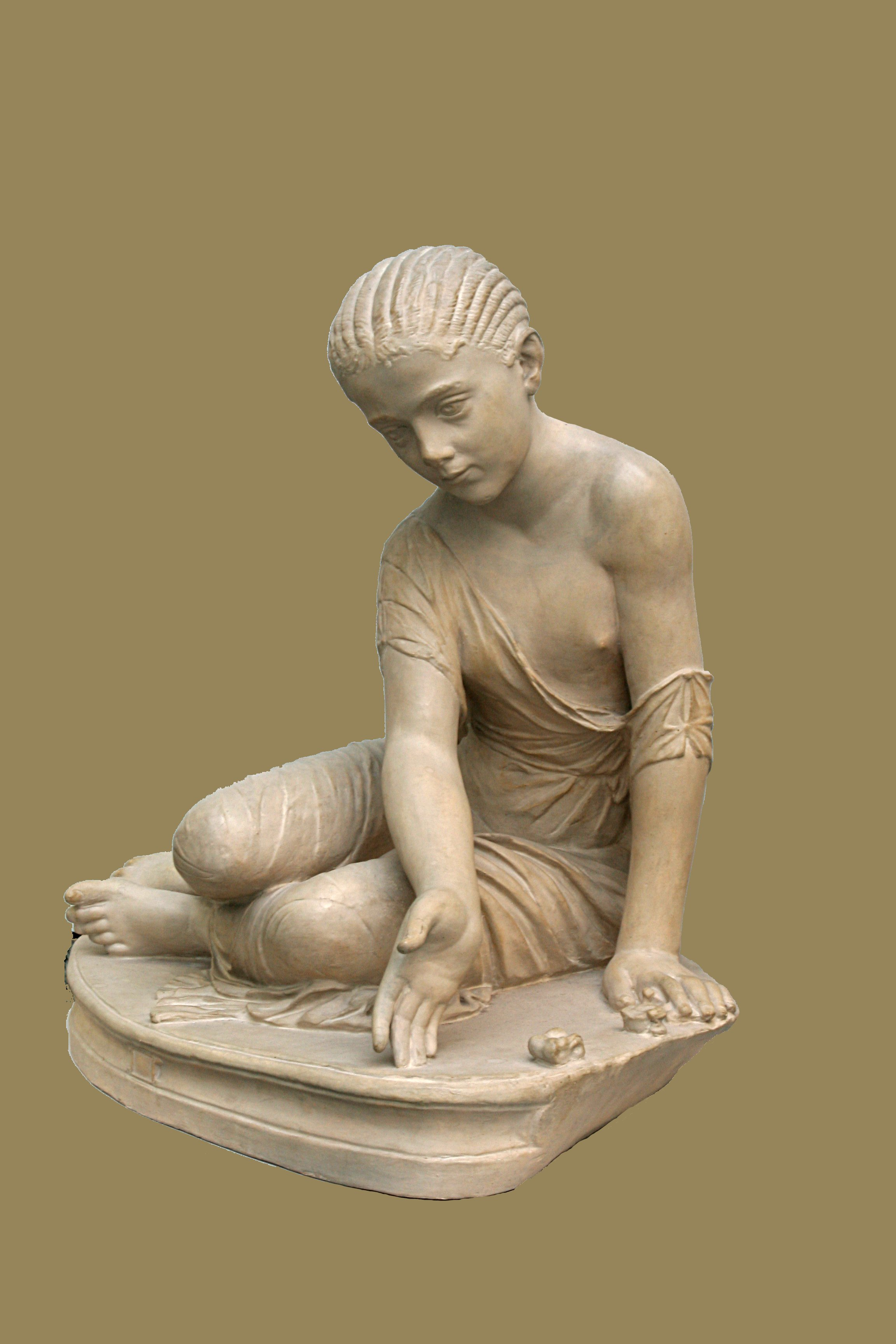
Garota romana praticando o jogo.

Jogo da bugalha é um dos jogos mais antigos do mundo. É normalmente praticado por crianças e mulheres.

## Definição
É um jogo composto de cinco peças, normalmente são utilizadas pedras polidas. Os jogadores lançam as peças do jogo no ar e tentam pegar o maior número possível na parte de trás de uma das mãos enquanto caem. Quem pegar o maior número de pedras ganha.
“A história do brinquedo” afirma que o jogo tem origens pré-históricas, e seria jogado por reis e nobres com pedras preciosas. Na antiguidade era praticado com ossos de tornozelos de ovelhas ou cabras, ou modelos desses.

## Nomenclatura
Por ser um jogo extremamente difundido pelo mundo, tem diversos nomes locais. É conhecido no Brasil como: Jogo das Pedrinhas, Belisca, Cinco Marias, Jogo do Osso, Onente, Bato, Arriós, Telhos, Chocos, Aleija Mão e Nécara.
Na Grécia Antiga era conhecido como Astrágalo. Em inglês Knucklebones e em francês: Osselets (que lembra sua associação com ossos).